# Villalobos
Villalobos – gmina w Hiszpanii, w prowincji Zamora, w Kastylii i León, o powierzchni 43,18 km². W 2011 roku gmina liczyła 303 mieszkańców.